# Teleogryllus adustus
Teleogryllus adustus är en insektsart som först beskrevs av Karsch 1893.  Teleogryllus adustus ingår i släktet Teleogryllus och familjen syrsor. Inga underarter finns listade i Catalogue of Life.